# 亚历山大·库达舍夫
亚历山大·库达舍夫（Aleksandr Kudashev，1995年12月5日—）是俄罗斯游泳运动员。他曾因服用兴奋剂而被国际泳联暂时禁赛，但在2020年夏季奥运会前被国际体育仲裁法庭恢复了资格，使他得以参加该届奥运会。